# MTV Spit (terza edizione)
La terza edizione di MTV Spit è andata in onda sul canale televisivo MTV dal 5 al 26 ottobre 2014 ogni domenica in seconda serata.

## Giudici
La giuria cambia nuovamente, e per la terza edizione è composta da:
- Emis Killa
- Gué Pequeno
- Max Brigante

## Partecipanti
I 12 rapper partecipanti alla terza stagione, di cui tre (Nerone, Debbit e Nill) erano già presenti nella seconda, sono:
- Blackson
- Bles
- Blnkay
- Dave
- Debbit
- Frank the Specialist
- Greta Greza
- Johnny Roy
- L'Elfo
- Lethal V
- MC Nill
- Nerone

## Regolamento
Sette dei dodici partecipanti sono stati scelti tra i vari freestyler che hanno partecipato alle diverse tappe dell'MTV Spit Tour, L'Elfo e Dave sono entrati di diritto in quanto vincitori rispettivamente delle due supertappe, quella del 29 aprile e quella del 13 settembre, mentre i restanti tre sono stati ripescati dalla seconda edizione.
Il regolamento rimane pressoché invariato rispetto all'edizione precedente: per le prime tre puntate si disputano tre sfide a eliminazione diretta tra due rapper (un minuto a testa più due minuti di alternanza). Ad ogni puntata partecipano quattro rapper. I vincitori delle prime due battle si scontreranno per decidere chi passerà il turno: la decisione come al solito spetta alla giuria e, essendo il numero di giudici dispari, non si incontrano mai casi di parità di giudizio. Nell'ultima puntata ciascun rapper affronta gli altri due (la durata cambia leggermente, un minuto a testa e un minuto e mezzo di scambio, e i giudici dovranno scrivere su una scheda chi per loro ha perso: chi riceve più voti negativi viene eliminato). Gli ultimi due si sfidano per la vittoria finale e il premio del valore di €5000, la durata della battle ritorna normale, quattro minuti di scambio di battute suddivisi in due round da due minuti ciascuno.
Come nella seconda edizione, nelle prime tre puntate, nella prima o seconda battle, i due rapper devono indossare una maglietta sulla quale è raffigurato un personaggio ed impersonificarlo per l'intera durata del round, in questo caso la durata è di due round da due minuti di scambio di battute. A differenza dell'edizione precedente, in cui i freestyler dovevano estrarre a sorte una maglietta ciascuno da un bidone, per ogni round la maglietta è fornita direttamente ai contendenti, questo per evitare casi di evidente svantaggio da parte di uno dei due sfidanti (vedi Fred De Palma vs Mouri). L'altra tipologia di sfida è la battaglia per immagini, che si svolge sempre nelle prime tre puntate, nella prima o seconda battle, in cui ai rapper viene mostrata un'immagine che cambia ogni 30 secondi, e il compito sarà di improvvisare su quella data immagine. La vera novità della terza stagione è il meccanismo con il quale si svolge la battle finale di ogni puntata: la sfida è senza tema, tutta botta e risposta e dura quattro minuti, suddivisa in due round da due minuti ciascuno; il primo minuto del primo round è a cappella, mentre nel secondo c'è il beat. Nel secondo round il beat c'è sempre, ma è presente la modalità forever faster: in pratica ogni tot battute aumentano i bpm del beat, quindi i freestyler devono seguire l'accelerazione, in quanto i giudici li valuteranno anche in base a quello.
Per quanto riguarda la giuria, ogni giudice potrà proporre un tema da far sviluppare ai freestyler, ma solo durante una delle prime tre battle dell'ultima puntata.

## Tabella eliminazioni
Legenda
- Il rapper vince la Battle
- Il rapper perde la Battle e viene eliminato
- Il rapper partecipa a questa Battle nella finale

- Rapper eliminato
- Rapper finalista
- Rapper vincitore

| Puntata                                                            | 1        | 1                     | 1                     | 2                     | 2                     | 2                     | 3                     | 3                     | 3                     | 4                     | 4                     | 4                     | 4                     | Classifica |
| Battle                                                             | Immagini | Magliette             | Libera                | Magliette             | Immagini              | Libera                | Magliette             | Immagini              | Libera                | Pequeno               | Killa                 | Brigante              | Libera                | Classifica |
| Nerone                                                             | N.D.     | 2                     | 2                     | N.D.                  | N.D.                  | N.D.                  | N.D.                  | N.D.                  | N.D.                  |                       |                       | N.D.                  | 2                     | VINCITORE  |
| Bles                                                               | N.D.     | N.D.                  | N.D.                  | N.D.                  | 2                     | 2                     | N.D.                  | N.D.                  | N.D.                  |                       | N.D.                  |                       | 1                     | SECONDO    |
| MC Nill                                                            | N.D.     | N.D.                  | N.D.                  | N.D.                  | N.D.                  | N.D.                  | N.D.                  | 3                     | 2                     | N.D.                  |                       |                       | N.D.                  | TERZO      |
| Blackson                                                           | N.D.     | N.D.                  | N.D.                  | N.D.                  | N.D.                  | N.D.                  | 3                     | N.D.                  | 1                     | Eliminato (3 puntata) | Eliminato (3 puntata) | Eliminato (3 puntata) | Eliminato (3 puntata) | 4          |
| Lethal V                                                           | N.D.     | N.D.                  | N.D.                  | N.D.                  | N.D.                  | N.D.                  | N.D.                  | 0                     | Eliminato (3 puntata) | Eliminato (3 puntata) | Eliminato (3 puntata) | Eliminato (3 puntata) | Eliminato (3 puntata) | 5          |
| Johnny Roy                                                         | N.D.     | N.D.                  | N.D.                  | N.D.                  | N.D.                  | N.D.                  | 0                     | Eliminato (3 puntata) | Eliminato (3 puntata) | Eliminato (3 puntata) | Eliminato (3 puntata) | Eliminato (3 puntata) | Eliminato (3 puntata) | 6          |
| Debbit                                                             | N.D.     | N.D.                  | N.D.                  | 2                     | N.D.                  | 1                     | Eliminato (2 puntata) | Eliminato (2 puntata) | Eliminato (2 puntata) | Eliminato (2 puntata) | Eliminato (2 puntata) | Eliminato (2 puntata) | Eliminato (2 puntata) | 7          |
| L'Elfo                                                             | N.D.     | N.D.                  | N.D.                  | N.D.                  | 1                     | Eliminato (2 puntata) | Eliminato (2 puntata) | Eliminato (2 puntata) | Eliminato (2 puntata) | Eliminato (2 puntata) | Eliminato (2 puntata) | Eliminato (2 puntata) | Eliminato (2 puntata) | 8          |
| Greta Greza                                                        | N.D.     | N.D.                  | N.D.                  | 1                     | Eliminato (2 puntata) | Eliminato (2 puntata) | Eliminato (2 puntata) | Eliminato (2 puntata) | Eliminato (2 puntata) | Eliminato (2 puntata) | Eliminato (2 puntata) | Eliminato (2 puntata) | Eliminato (2 puntata) | 9          |
| Blnkay                                                             | 3        | N.D.                  | 1                     | Eliminato (1 puntata) | Eliminato (1 puntata) | Eliminato (1 puntata) | Eliminato (1 puntata) | Eliminato (1 puntata) | Eliminato (1 puntata) | Eliminato (1 puntata) | Eliminato (1 puntata) | Eliminato (1 puntata) | Eliminato (1 puntata) | 10         |
| Frank the Specialist                                               | N.D.     | 1                     | Eliminato (1 puntata) | Eliminato (1 puntata) | Eliminato (1 puntata) | Eliminato (1 puntata) | Eliminato (1 puntata) | Eliminato (1 puntata) | Eliminato (1 puntata) | Eliminato (1 puntata) | Eliminato (1 puntata) | Eliminato (1 puntata) | Eliminato (1 puntata) | 11         |
| Dave                                                               | 0        | Eliminato (1 puntata) | Eliminato (1 puntata) | Eliminato (1 puntata) | Eliminato (1 puntata) | Eliminato (1 puntata) | Eliminato (1 puntata) | Eliminato (1 puntata) | Eliminato (1 puntata) | Eliminato (1 puntata) | Eliminato (1 puntata) | Eliminato (1 puntata) | Eliminato (1 puntata) | 12         |
| ------------------------------------------------------------------ | -------- | --------------------- | --------------------- | --------------------- | --------------------- | --------------------- | --------------------- | --------------------- | --------------------- | --------------------- | --------------------- | --------------------- | --------------------- | ---------- |
| N.D. indica che il concorrente non si è esibito durante la Battle. |          |                       |                       |                       |                       |                       |                       |                       |                       |                       |                       |                       |                       |            |

## Puntate

### Prima puntata
- Prima tv: 5 ottobre 2014
- Partecipanti: Dave, BLNKAY, Nerone, Frank the Specialist

La terza edizione si apre con la battle fra Dave e BLNKAY, che si affrontano nella battaglia per immagini, vince BLNKAY 3 voti a 0. Nella seconda sfida, tra Nerone e Frank the Specialist, fa il suo ritorno la sfida delle magliette, e ad avere la meglio è Nerone per 2 a 1. Quindi nella terza battle di freestyle libero si affrontano BLNKAY e Nerone, vince ancora il secondo per 2 a 1 e accede così alla finale.
- Eliminati: Dave, BLNKAY, Frank the Specialist

### Seconda puntata
- Prima tv: 12 ottobre 2014
- Partecipanti: Greta Greza, Debbit, L'Elfo, Bles

Nella prima battle della puntata si scontrano Greta Greza e Debbit nella sfida delle magliette, quest'ultimo vince per 2 a 1. Nella sfida successiva gareggiano L'Elfo e Bles l'uno contro l'altro nella battaglia per immagini, ha la meglio Bles che vince per 2 a 1. Nell'ultima battle della puntata si affrontano i due vincitori delle sfide precedenti e a vincere e così accedere alla finale è Bles che batte Debbit per 2 a 1.
- Eliminati: Greta Greza, Debbit, L'Elfo

### Terza puntata
- Prima tv: 19 ottobre 2014
- Partecipanti: Johnny Roy, Blackson, Lethal V, Nill

La prima battle vede opposti Johnny Roy e Blackson nella sfida delle magliette, col secondo che vince per 3 a 0. La seconda sfida fra Lethal V e Nill è invece la battaglia per immagini, e la vittoria va a Nill sempre all'unanimità. Quindi nell'ultima battle si affrontano Blackson e Nill ed è quest'ultima per 2 a 1 ad accedere alla finale.
- Eliminati: Johnny Roy, Lethal V, Blackson

### Quarta puntata
- Prima tv: 26 ottobre 2014
- Partecipanti: Nerone, Bles, Nill

Nella prima battle si sfidano Nerone e Bles, l'argomento scelto da Gué Pequeno sono i film. Di seguito tocca ancora a Nerone che affronta Nill, col tema dei cartoni animati indicato da Emis Killa, e infine Nill sfida Bles, e Max Brigante che sceglie l'argomento delle hit del rap. Dopo queste tre battle i giudici eliminano Nill e la finalissima tra Bles e Nerone in freestyle libero viene vinta da Nerone per 2 a 1.
- Vincitore: Nerone